# ヒア・セイ
ヒア・セイ(Hear’Say)は2001年2月に結成したイギリスのポップ・グループ。ITVのオーディション番組、"Popstars"の勝者5人によって結成され、デビューシングル、"Pure and Simple"はUKチャート1位を記録した。2002年に解散するまでに300万枚を売り上げた。

## 結成
2000年の始め、イギリスのオーディション番組である"Popstars"に何千人もの応募が殺到した。このコンテストはナイジェル・リスゴー、ポール・アダム(ポリドール・レコードのディレクターであり、この番組の最終選考者。)とニッキー・チャップマン(スパイス・ガールズのツアーに同行した。)の3人によって最終的に10人に絞られた。そのうちの勝者5人とは、ダニー・フォスター、マイリーン・クラッス、キム・マーシュ、スザンヌ・ショウ、ノール・サリバンであり、彼らはHear'Sayを結成する。残りの5人はリバティ(後のリバティ・エックス)というグループを結成し、こちらは長期に渡り成功を収めている。
結成後、5人はメディアに活動情報が漏れないように公衆の前から姿を消し、デビューアルバム、"Popstars"の製作にとりかかった。

## 成功
デビューシングル"Pure and Simple"は日本、オーストラリア、ニュージーランド、そしてUKでのみ発売され、2001年3月24日にUKチャート1位を獲得する。また売上は100万枚を達した。3週間後にはデビューアルバム、"Popstars"がリリースされ、UKチャート1位を獲得。デビューシングル、アルバムの両方が発売1週目にUKチャート1位を記録したのはヒア・セイのみである。また2枚目のシングル、"The Way to Your Love"もUKチャート1位を記録した。

## 解散
2001年にツアー活動中、ライブDVDも発売し、2枚目のアルバム、"Everybody"のレコーディング活動も行っていた。そしてこの年の11月には早くもその2枚目のアルバムをリリースした。このアルバムからのシングルはUKチャート4位を記録したが、アルバムは24位にとどまり、前作"Popstars"の売り上げの5分の1までにとどまった。(後にこのアルバムをもし1週間遅らせてリリースをしていたらチャート1位を獲得していたと関係者から打ち明けられた。)
あまり売上は伸びなかったものの、2002年にはアリーナツアーが組まれた。このころ、メンバーのキム・マーシュの話題が絶えなかった。当時5歳年下のジャック・ライダー(俳優。イギリスのドラマ、"EastEnders"に出演。)と付き合っていて、また彼の前につき合っていた男性との間に子供がいたということが発覚し、話題を呼んだ。また他のメンバーともあまり上手くいっていないという噂が目立つようになった。
同年2月にマーシュはグループから脱退。彼女の穴を埋めるべくヒア・セイのメンバーを選考したときと同じようにオーディションが開催され、ステップスのメンバー、リサ・スコット・リーの夫、ジョニー・シェンタルがこのオーディションに勝ち、ヒア・セイのメンバーとなった。しかし、これはやらせではないかという疑惑がもたれた。この疑惑は多数の関係者によって否定されている。
この新しいラインナップでヒア・セイは予定していたアリーナツアーをキャンセルし、シェンタルにグループ活動になれるよう時間を与えた。2002年の夏には積極的にプロモーション活動を行っていたが、観客からのブーイングやメンバーが暴行を浴びるなどという事件がおこり、またツアーの最中にメンバーの車が壊されるなど不運が続いた。(この車を壊した犯人は逮捕された。)
8月にシングル、"Lovin' Is Easy"をリリース。UKチャート6位を記録したが2週目にはトップ20を下回った。2002年10月1日、結成から18か月、ヒア・セイは観客の否定的な反応を理由に解散した。

## 解散後
クラッスはポリドール・レコードと契約を結びソロ活動を行う予定だったがキャンセルされ、音楽番組、"CD:UK"の司会者、ラジオDJなどを務めた後、2006年にはイギリスの人気セレブレティ番組、"I'm a Celebrity, Get Me Out of Here!"で準優勝し、現在はBBCの番組"The One Show"の副司会者を務めている。
マーシュは付き合っていたジャック・ライダーと結婚し、ソロ活動を行っていた。シングル、Cry、Come On、Sentimental3枚ともUKチャートトップ40をマークしたが売上が伸びずレーベルと解約。その後、イギリスのドラマに多数出演し、2007年の"British Soap Awards"の新人賞を受賞した。
ショウは多数のドラマやクイズ番組に出演している。
シェンタルは妻のリーとMTVに出演したり、"Starlight Express"というミュージカルにも挑戦した。
サリバンも"Love Shack"というミュージカルにステップスのメンバー、フェイ・トザー、S Club 7のジョン・リーと共に出演した。
フォスターはメンバーの中で解散後一番テレビの出演数が少ないが、最近では"Trust Me - I'm A Beauty Therapist"というイギリスのリアリティ番組に出演した。
また2007年の夏にUKで放送されたCMでヒア・セイが出てきた。(内容は2人のビジネスマンが若者に受けない商品は何かというリストをつくり、その中に「ヒア・セイのマウスパッド」が例に挙げられている。)

## ディスコグラフィ

### アルバム

#### Popstars
(UKチャート最高1位。2001年3月発売。トップ100に27週間とどまる)
1. “Pure and Simple” - 3.48
2. “The Way To Your Love”　- 3.15
3. “One Step Closer” - 3.33
4. “Another Lover” - 3.47
5. “One” - 2.46
6. “Not the Kind” - 3.58
7. “Make It Happen”  - 3.43
8. “Breathe” - 3.37
9. “Carried Away”- 3.40
10. “Sweet Alibi”- 3.18
11. “I Didn’t Want You Anyway” - 3.00
12. “Colourblind” - 3.41
13. “Love Will Never End” - 3.30
14. “Monday, Monday” - 2.21
15. “Bridge over Troubled Water”- 4.49

合計 43分6秒

#### Everybody
(UKチャート最高24位。2001年12月発売。トップ100に5週間とどまる。)
1. “Everybody” - 3.54
2. “Suddenly” - 4.03
3. “We Go On” - 2.50
4. “Back Down to Zero” - 3.24
5. “Play to Win” - 3.45
6. “Angel in My Heart” - 3.46
7. “You're All I Need to Get By” - 2.52
8. “Not the End of the World” - 3.39
9. “Don’t Go Believing” - 3.15
10. “Home Again” - 3.45
11. “A Good Thing” - 3.26
12. “Straight from the Heart” - 3.59
13. “Pure and Simple” (New Version) - 3.50

合計時間 43分21秒

### シングル
- “Pure and Simple” (UKチャート最高1位。2001年3月発売。トップ75に25週間とどまる。)
- “The Way to Your Love” (UKチャート最高1位。2001年7月発売。トップ75に17週間とどまる。)
- “Everybody” (UKチャート最高4位。2001年12月発売。トップ75に11週間とどまる。)
- “Lovin' Is Easy” (UKチャート最高6位。2002年8月発売。トップ75に7週間とどまる。)